# غريس فولتون
غريس فولتون (بالإنجليزية: Grace Fulton)‏ (مواليد 17 يوليو 1996 في الولايات المتحدة) هي ممثلة وراقصة أمريكية. اشتهرت بلعب دور ماري برومفيلد في عالم دي سي السينمائي في فيلم شازام! (2019) و شازم!: غضب الألهة (2023). وقد لعبت دور البطولة في فيلم آنابيل: التكوين (2017) وفيلم البقاء المثير سقوط (2022).

## أعمال

### أفلام
- (2017)  التكوين[3]
- (2019) شازام!

## وصلات خارجية
- غريس فولتون على موقع IMDb (الإنجليزية)
- غريس فولتون على موقع قاعدة بيانات الفيلم (الإنجليزية)